# Aartsbisdom Granada
Het aartsbisdom Granada (Latijn: Archidioecesis Granatensis; Spaans: Archidiócesis de Granada) is een in Spanje gelegen rooms-katholiek aartsbisdom met zetel in de stad Granada. De aartsbisschop van Granada is metropoliet van de kerkprovincie Granada waartoe ook de volgende suffragane bisdommen behoren:
- Bisdom Almería
- Bisdom Cartagena
- Bisdom Guadix
- Bisdom Jaén
- Bisdom Málaga

## Geschiedenis
Reeds in de 3e eeuw was er in dit gebied een bisdom met de naam Elvira. Dit verdween met de opkomst van het kalifaat Córdoba. Vanaf 1437 wordt er melding gemaakt van bisschoppen van Granada. Na de val van het Moorse Rijk in 1492 werd op 21 mei van dat jaar op last van paus Innocentius VIII door de aartsbisschop van Toledo, Pedro González de Mendoza, de kerk opnieuw gewijd. Op 10 december van hetzelfde jaar verhief paus Alexander VI Granada tot aartsbisdom.

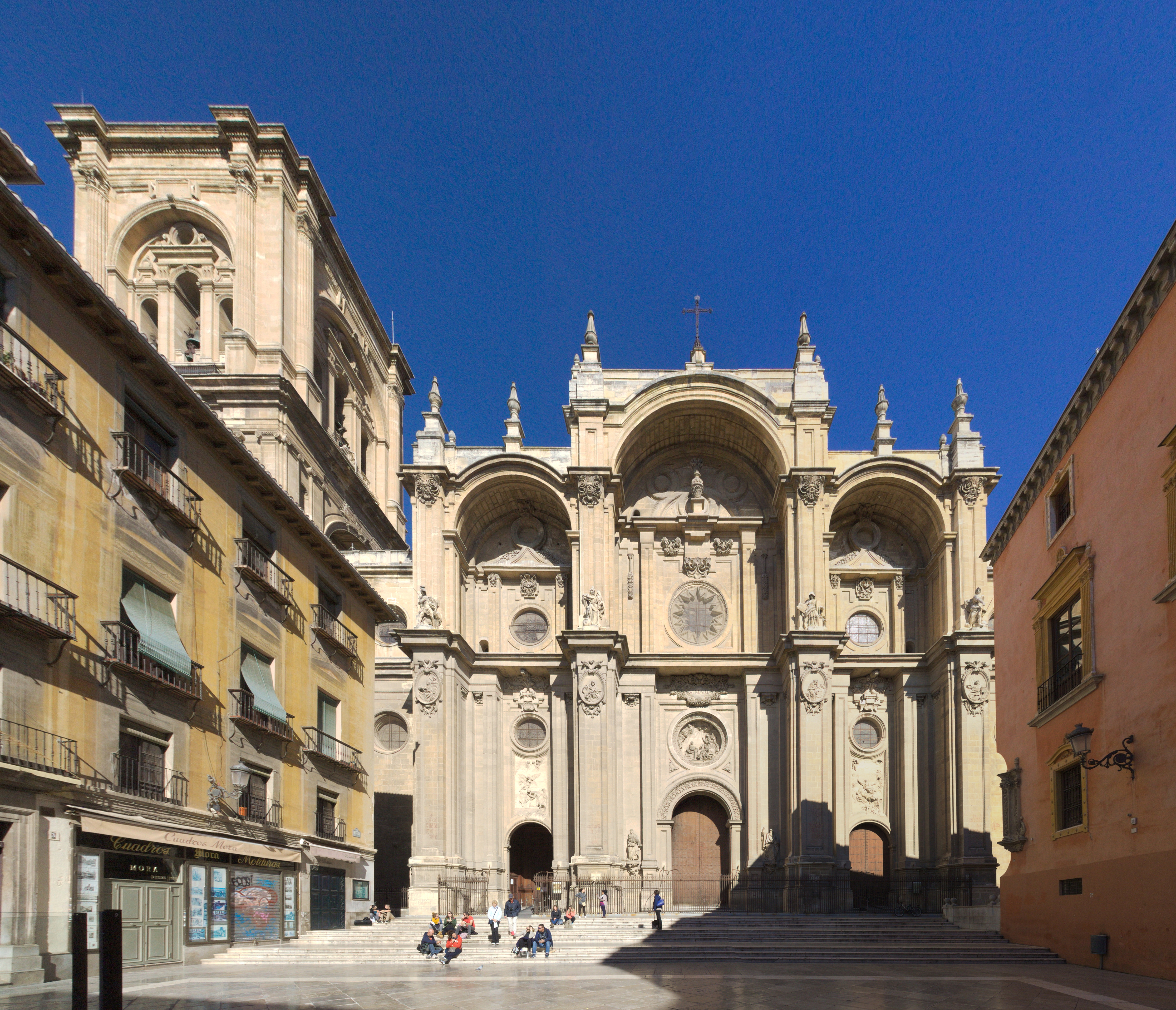
Kathedraal van Granada
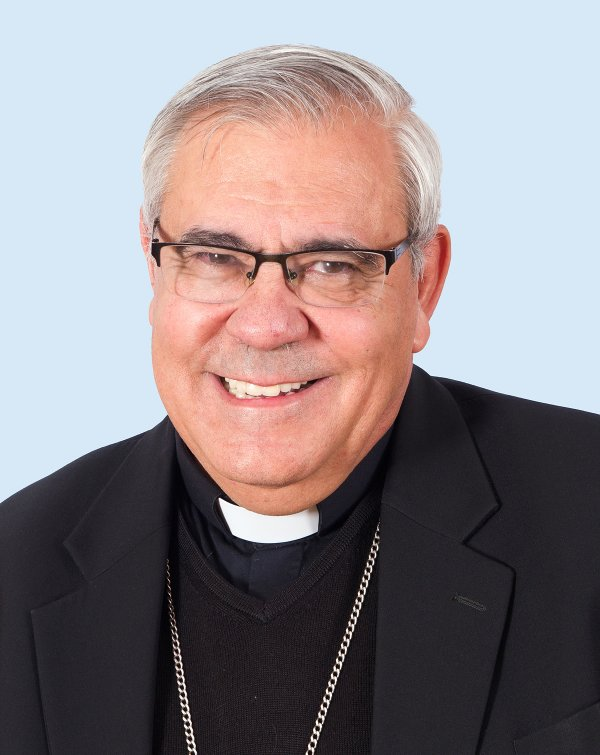
aartsbisschop Francisco Javier Martínez Fernández